# Mauser C96
Mauser C96 är en automatpistol som ursprungligen tillverkades i kalibern 7,63 × 25 mm Mauser av det tyska företaget Mauser; första tillverkningsåret var 1896. Den var en av de första funktionsdugliga militära automatpistolerna och användes under de följande årtiondena i många länder och konflikter. C96-pistolen utfärdades vanligtvis med ett hölster i trä som också fungerade som en löstagbar kolv, vilket förvandlade vapnet till en sorts karbin.
C96-pistolen är känd under flera olika smeknamn. Tyskarna kallade den Kuhfußpistole, "kofotspistolen", kineserna kallade den "lådkanonen" och i den engelsktalande världen var broomhandle ("kvastskaftet", efter formen på pistolkolven) ett vanligt namn. Under den irländska kampen för självständighet kallades den ofta Peter the Painter. Formellt utläses förkortningen C96 Construktion 96, "konstruktion 96", där 96 står för det första tillverkningsåret, 1896.
Pistolen erbjöds från början till den tyska krigsmakten som avböjde den, den var dock mycket framgångsrik på den civila marknaden som jaktvapen då den kunde användas som karbin med monterad kolv. Alla varianter av C96 laddas med hjälp av en laddram. En kort tid innan första världskriget bröt ut började Mauser tillverka en version av C96 i kalibern 9 × 19 mm Parabellum för export, vilken såldes i stort antal på den kinesiska marknaden. Före första världskrigets utbrott beställde Italiens flotta 6000 pistoler och vapnet var standardbeväpning för sultanen av Konstantinopels livvakt. Det första elddopet för vapnet var under det andra boerkriget där det var mycket populärt bland brittiska officerare (som var tvungna att köpa sitt eget sidovapen). På grund av en brist på Luger P08-pistolerna antogs C96 i smärre antal av den Kejserliga tyska armén 1917 i kalibern 9 × 19 mm Parabellum, dessa pistoler var märkta med en graverad "9" på pistolkolven för att särskilja dem från C96:orna i kalibern 7,63 × 25 mm Mauser.
Kopior, både licenstillverkade och piratkopior framställdes i stort antal i Spanien och Kina. De spanska kopiorna, som främst var ämnade för den oroliga kinesiska marknaden, såg identiska ut jämfört med originalen men var mekaniskt något förenklade (och billigare). Spanska tillverkare tog även fram helautomatiska varianter av C96:an, som på grund av sin höga eldhastighet (1500 skott/min) var omöjlig att kontrollera om inte kolven var monterad. Då de helautomatiska kopiorna visade sig vara populära, följde Mauser efter med en egen helautomatisk variant, M1932/M712 Schnellfeuer. Med kolven monterad blev dessa varianter en sorts kulsprutepistol. Kinesiska arsenaler tillverkade även de C96-pistoler av varierande kvalitet, en modell gjordes i den grövre kalibern .45 ACP (11,43 × 23 mm). Under det spanska inbördeskriget (1936-1939) avbröts exporten av de spanska C96-kopior och tillgängliga vapen användes av alla sidor i konflikten.
Vapnet användes också som modell för Han Solos pistol i Star Wars-filmerna.

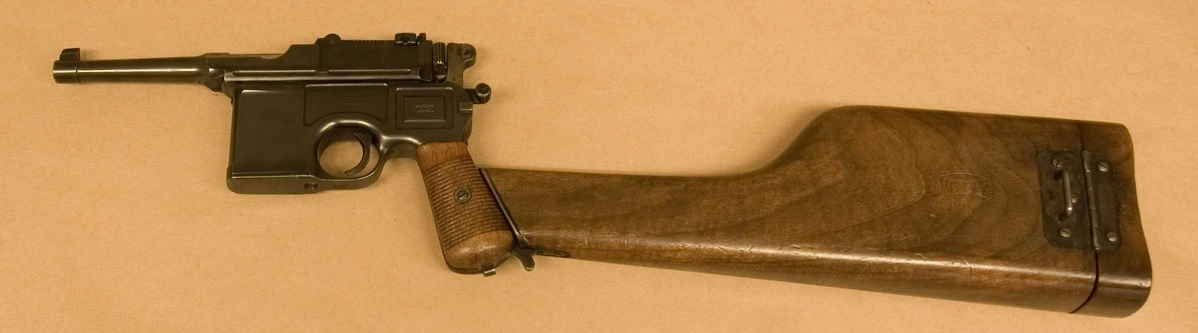
C96-pistol med monterad kolv.

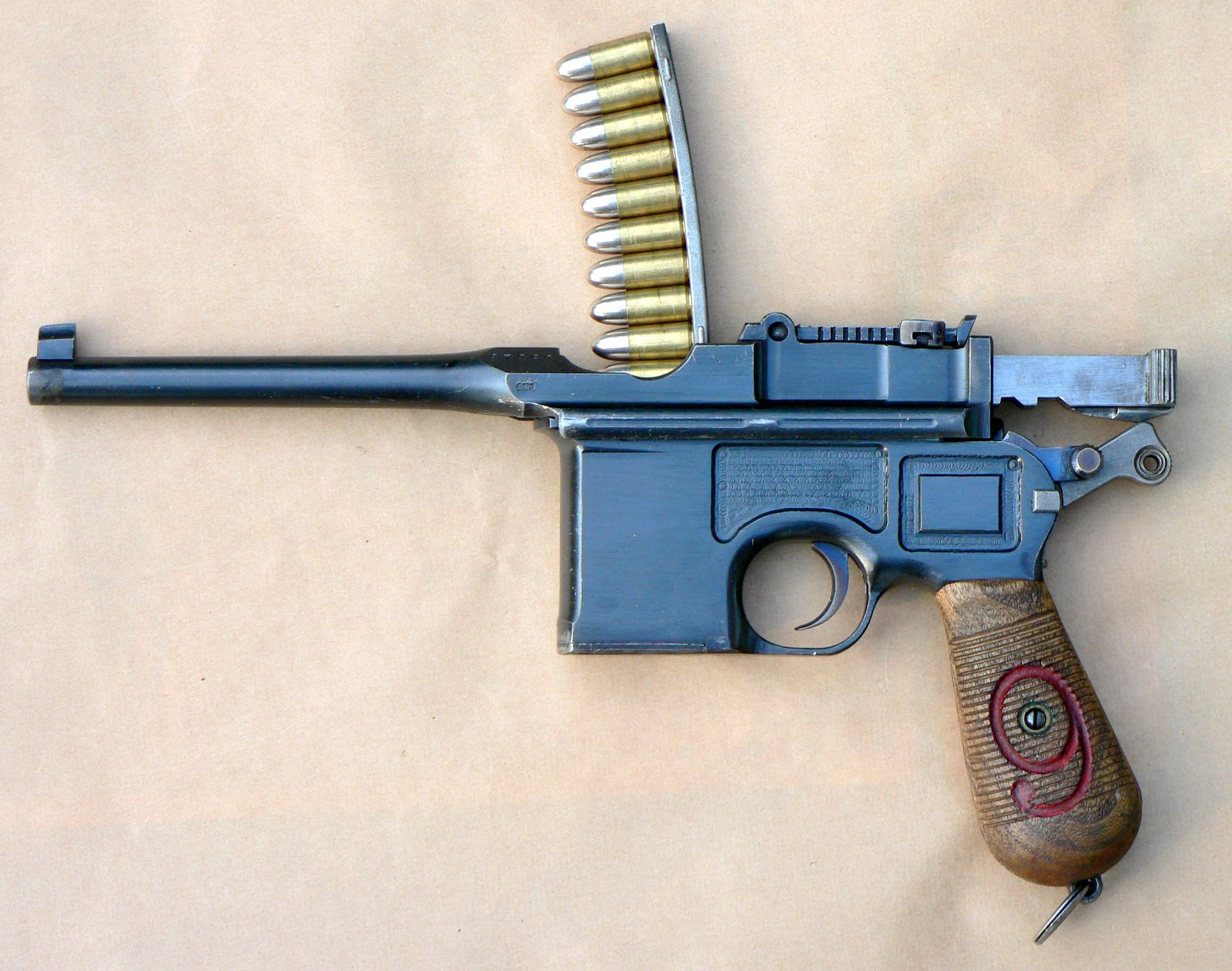
C-96 pistol i kaliber 9 mm × 19 mm Parabellum med laddram.